# HMS Seahorse (98S)
Pour les autres navires du même nom, voir HMS Seahorse.
Le HMS Seahorse (Pennant number: 98S) est un sous-marin de la classe S de la Royal Navy, construit en 1932 par Chatham Dockyard à Chatham.
Au début de la Seconde Guerre mondiale, le Seahorse mène une patrouille au sud-ouest de Stavanger, en Norvège. Alors qu'il rentre au port après sa première patrouille sans incident, le Seahorse est attaqué par erreur avec des grenades sous-marines par un avion britannique. Après des réparations, il effectue une deuxième patrouille de guerre, apercevant le sous-marin U-36 à la surface le 13 novembre 1939. Ses torpilles ont cependant manqué leur cible. Au cours de sa patrouille suivante, le 30 octobre, le Seahorse aperçoit un autre sous-marin allemand, le U-21, mais il s'immerge avant que les torpilles ne puissent être lancées. Le 18 novembre, le Seahorse repère deux navires allemands, très probablement les destroyers Z 21 Wilhelm Heidkamp et Z 19 Hermann Künne, mais ne parvient pas à se mettre en position d'attaque. Le 26 décembre, le Seahorse part pour sa sixième et dernière patrouille de guerre, au large de la baie de Heligoland, avec l'ordre de patrouiller au large de Heligoland puis de se rendre à l'embouchure de l'Elbe le 30 décembre, puis de rentrer au port le 9 janvier 1940, mais il ne revient pas à la date prévue. On pense à l'origine qu'il a heurté une mine, mais les registres allemands, examinés après la guerre, suggèrent qu'il a été coulé par la 1re flottille de dragueurs de mines allemands, qui a signalé une attaque sur un sous-marin non identifié le 7 janvier 1940. Il est cependant également possible qu'il ait été éperonné et coulé par le Sperrbrecher IV/Oakland allemand au sud-est de Heligoland le 29 décembre 1939.

## Conception et description
Les sous-marins de classe S ont été conçus pour succéder à la classe L et étaient destinés à opérer en mer du Nord et en mer Baltique. Les sous-marins avaient une longueur totale de 61,7 m, une largeur de 7,3 m et un tirant d'eau moyen de 3,6 m. Ils déplaçaient 742 t en surface et 942 t en immersion. Les sous-marins de classe S avaient un équipage de 38 officiers et matelots. Ils avaient une profondeur de plongée de 91 m.
Pour la navigation de surface, les sous-marins étaient propulsés par deux moteurs Diesel de 775 chevaux (578 kW), chacun entraînant un arbre d'hélice. En immersion, chaque hélice était entraînée par un moteur électrique de 650 chevaux-vapeur (485 kW). Ils pouvaient atteindre 13,75 nœuds (25,47 km/h) en surface et 10 nœuds (19 km/h) sous l'eau. En surface, les sous-marins du premier groupe avaient une autonomie de 3 700 milles nautiques (6 900 km) à 10 nœuds (19 km/h) et de 64 milles nautiques (119 km) à 2 nœuds (3,7 km/h) en immersion.
Les sous-marins étaient armés de six tubes lance-torpilles de 21 pouces (533 mm) à l'avant. Ils transportaient six torpilles de rechargement pour un total de 12 torpilles. Ils étaient également armés d'un canon de pont de 3 pouces (76 mm).

## Construction et carrière
Commandé le 13 mars 1931 dans le cadre du programme de construction de 1930, le HMS Seahorse est posé le 14 septembre 1931 à Chatham Royal Dockyard et mis à l'eau le 15 novembre 1932. Le sous-marin est mis en service l'année suivante, le 2 octobre 1934, et a reçu le numéro de fanion 98S.
Le 22 septembre 1938, le Seahorse est endommagé lors d'une collision accidentelle avec le destroyer HMS Foxhound.

### Seconde Guerre mondiale
Au début de la Seconde Guerre mondiale, le Seahorse fait partie de la 2e flottille de sous-marins. Du 23 au 26 août 1939, la 2e flottille de sous-marins a été transférée à sa base de guerre de Dundee. Le 24 août, le Seahorse, sous le commandement du Lieutenant D.S. Massy-Dawson quitte Dundee, affecté à une position de patrouille au sud-ouest de Stavanger, en Norvège. Au début de la Seconde Guerre mondiale, c'est sa première patrouille de guerre. Après une patrouille sans incident, le Seahorse, de retour à Dundee, est attaqué par erreur avec des grenades sous-marines par un avion britannique à 20h07 (UTC) sur la position géographique de 56° 40′ N, 1° 04′ O. Le Seahorse a plongé en repérant l'avion, mais ses barres de plongée se sont bloquées, faisant sortir sa proue de l'eau. Le Seahorse a plongé à nouveau et a heurté le fond à 67,1 m de profondeur, causant des dommages à son dôme ASDIC. L'avion attaquant a été lourdement endommagé par le souffle de ses propres bombes et a amerri. Le lendemain, le 6 septembre, le Seahorse a terminé sa patrouille à Dundee, puis s'est rendu à Rosyth pour des réparations plus tard dans la journée.
Le 12 septembre, le Seahorse retourne à Dundee après avoir été réparé et part pour sa deuxième patrouille de guerre le 16 septembre, à nouveau affecté à la côte sud-ouest de la Norvège. Le lendemain, le Seahorse aperçoit le sous-marin allemand U-36 qui attaquait le navire marchand danois N.J. Ohlsen. Trois torpilles ont été lancées à la position géographique de 56° 42′ N, 0° 52′ E, mais toutes ont manqué leur cible. Le 2 octobre, le Seahorse termine sa deuxième patrouille de guerre à Dundee et, après un arrêt à Rosyth, il repart pour sa troisième patrouille le 17 octobre. Cette fois, le Seahorse reçoit l'ordre de patrouiller la côte sud de la Norvège. Le 30 octobre 1939, le Seahorse aperçoit un sous-marin, qui était peut-être le U-21 allemand, mais le sous-marin plonge avant que les torpilles ne puissent être tirées. Le 31 octobre, le Seahorse retourna à Rosyth, mettant fin à sa troisième patrouille de guerre.

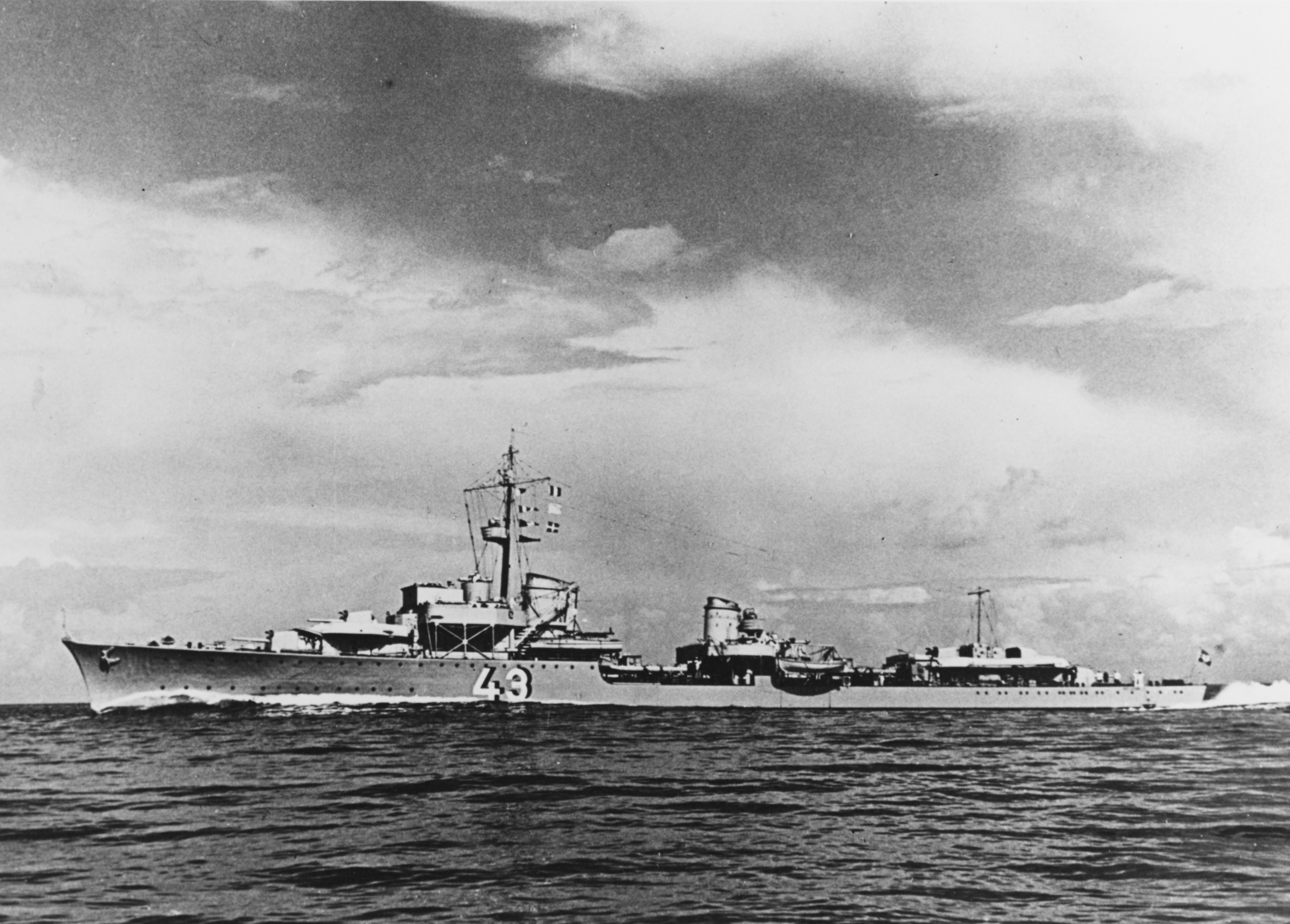
Le Z21 Wilhelm Heidkamp, que le Seahorse a tenté d'attaquer le 18 novembre

Après un arrêt à Blyth, le Seahorse appareille pour sa quatrième patrouille de guerre le 12 novembre, au nord-ouest des Pays-Bas. Le 18 novembre, il aperçoit deux navires, très probablement les destroyers allemands Z 21 Wilhelm Heidkamp et Z 19 Hermann Künne, mais le Seahorse ne peut pas se mettre en position d'attaque. Le 28 novembre, le Seahorse retourne à Blyth après sa quatrième patrouille sans incident.
Le 13 décembre, le Seahorse quitte Blyth pour patrouiller la côte est britannique, mais il revient au port deux jours plus tard, après avoir été rappelé.

### Dernière patrouille
Le 26 décembre, le Seahorse part pour sa sixième et dernière patrouille de guerre, au large de la baie d'Heligoland. Ses ordres étaient de patrouiller d'abord au large de Heligoland, puis de se rendre à l'embouchure de l'Elbe le 30 décembre. Il devait retourner à Blyth le 9 janvier. Au départ, on a supposé qu'il était probable qu'il ait été coulé par une mine, mais après la fin de la guerre, après avoir examiné les registres allemands, on a considéré qu'il était possible qu'il ait été coulé par la 1re flottille de dragueurs de mines allemands qui a rapporté avoir effectué une attaque prolongée de grenades sous-marines sur un sous-marin inconnu le 7 janvier 1940. Il est également possible qu'il ait été éperonné et coulé par le Sperrbrecher IV/Oakland allemand au sud-est de Heligoland le 29 décembre 1939. Le Seahorse a été le premier sous-marin britannique perdu au cours de la Seconde Guerre mondiale.

## Commandants
- Lieutenant (Lt.) Dennis Staunton Massy-Dawson (RN) du 15 avril 1938 à janvier 1940.

Notes: RN = Royal Navy